# استوارت داونینگ
استوارت داونینگ (انگلیسی: Stewart Downing؛ زادهٔ ۲۲ ژوئیهٔ ۱۹۸۴) بازیکن فوتبال اهل انگلستان است.
وی سابقه ۳۵ بازی ملی برای تیم ملی فوتبال انگلستان در کارنامه دارد، همچنین پست تخصصی او هافبک است.